# 5e armée (Empire russe)
Pour les articles homonymes, voir 5e armée.

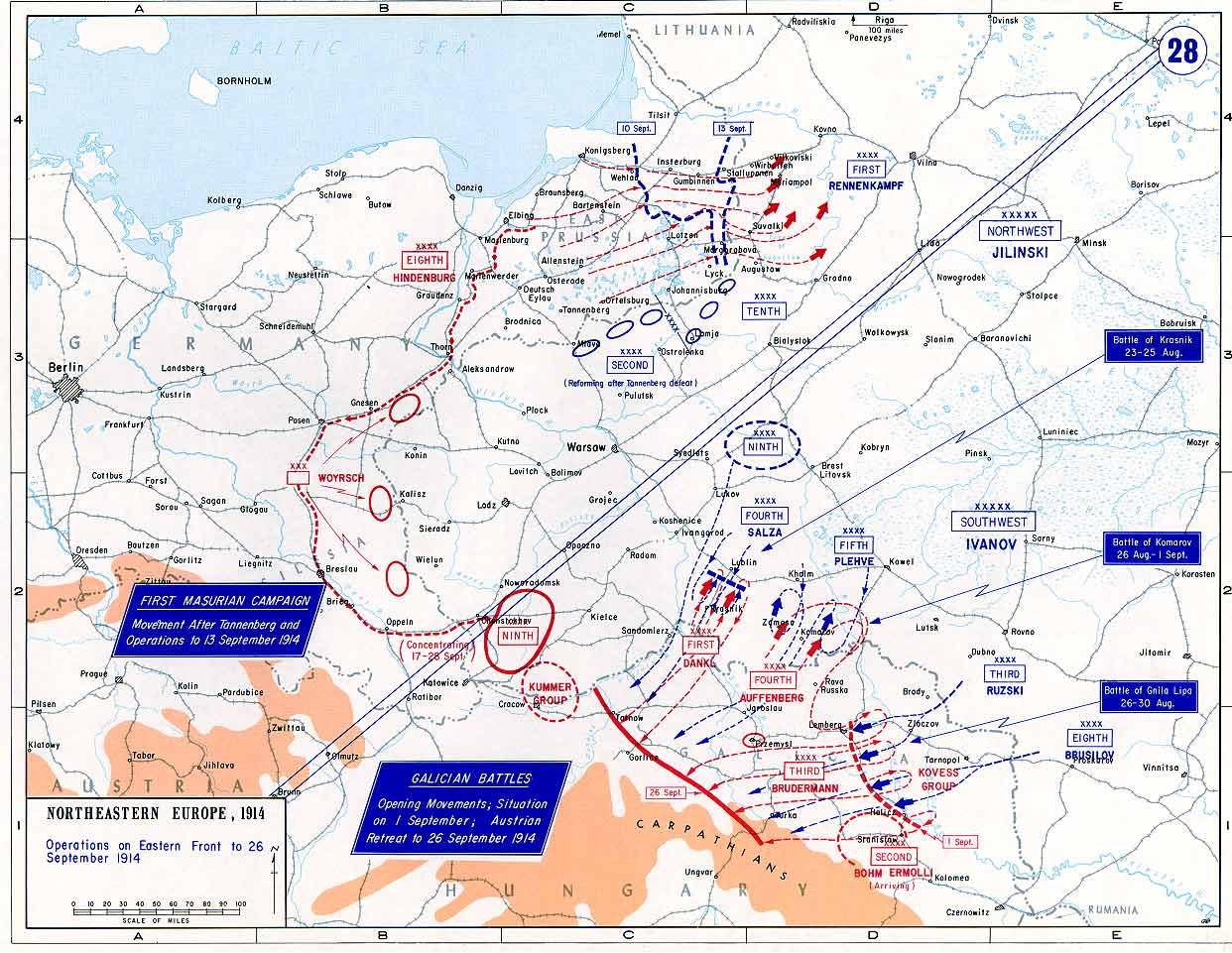
Le front de Galicie en septembre 1914 : offensive de la 4e armée austro-hongroise (Auffenberg) et contre-offensive de la 5e armée russe (Plehve).

La cinquième armée est une unité de l'armée impériale russe engagée sur le front de l'Est pendant la Première Guerre mondiale.

## Historique

### 1914
La 5e armée est créé en juillet 1914. Elle combat sur le front de l'Est de la Première Guerre mondiale contre les forces allemandes et austro-hongroises.
Rattachée au Front du Sud-Ouest, elle prend part à la Bataille de Komarów (août-septembre 1914) et celle de Rava-Rouska (septembre) : aux côtés de la 3e armée, elle donne une issue victorieuse à la première campagne de Galicie. Elle est engagée ensuite dans la bataille de la Vistule (septembre-octobre) et celle de Łódź (novembre-décembre).

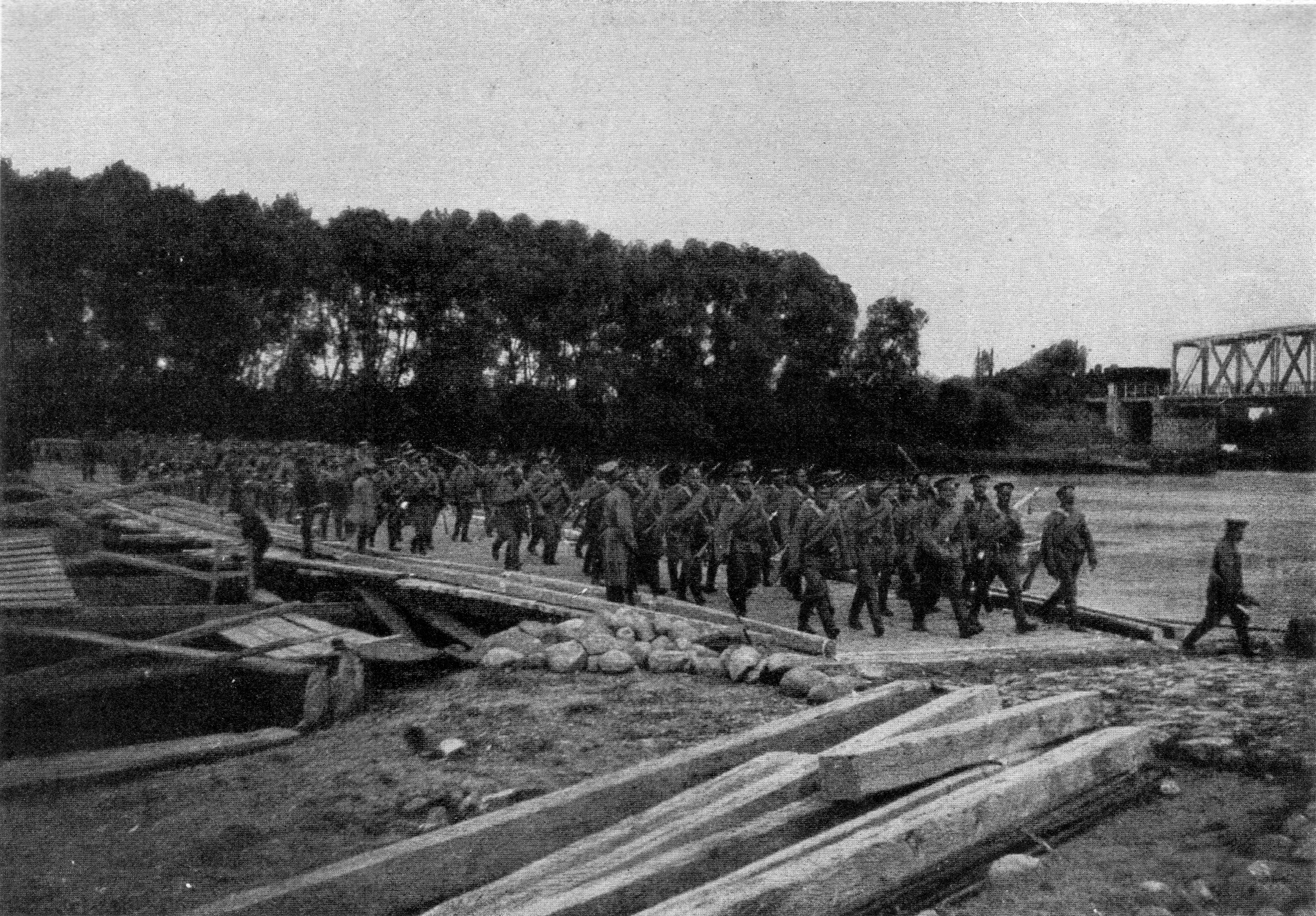
Infanterie russe traversant la Vistule près d'Ivangorod (Dęblin), 1914.

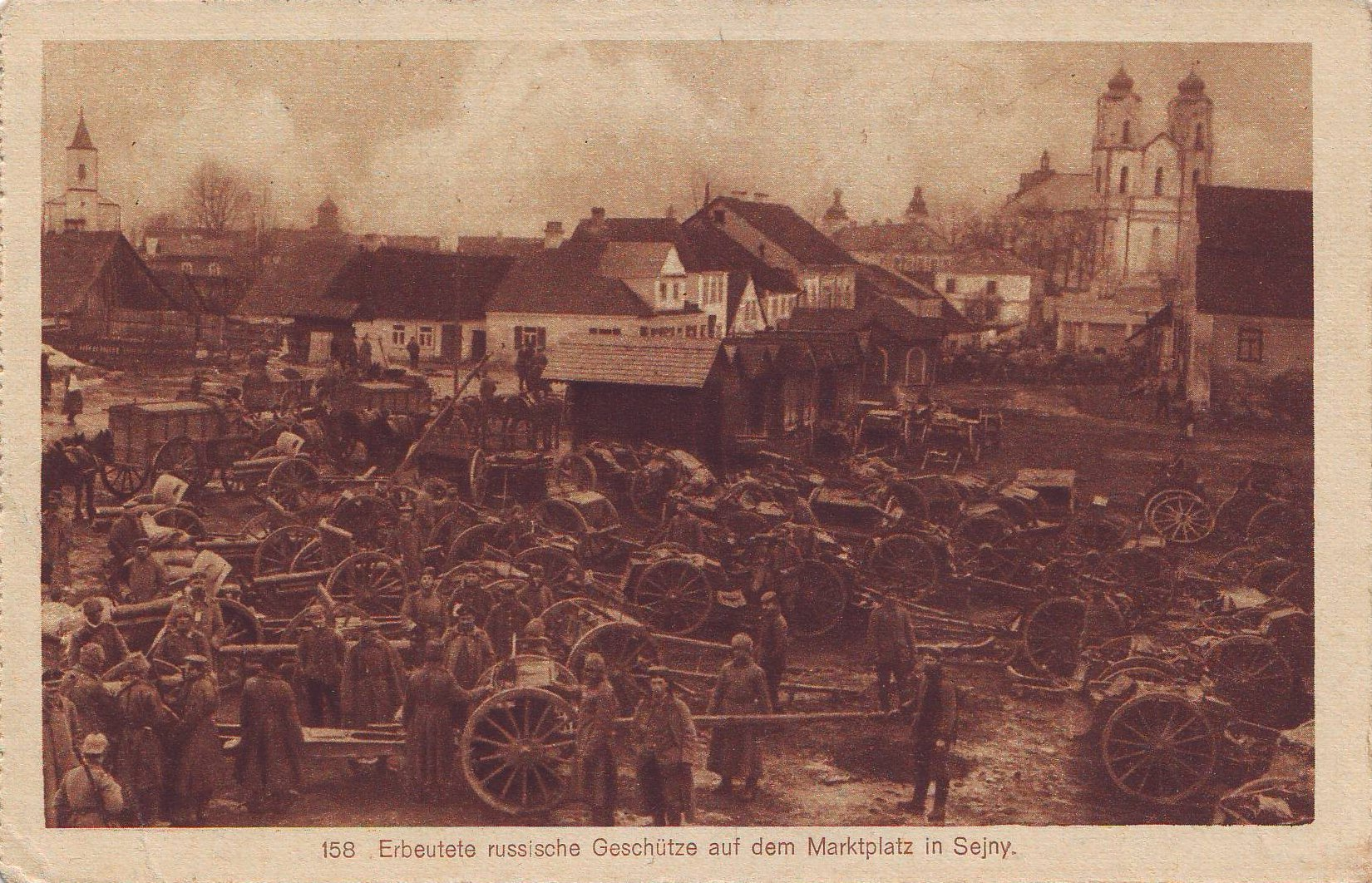
Artillerie russe capturée par les Allemands à Sejny (Pologne) en 1915.

### 1915
Aux côtés de la 10e armée, elle participe à la bataille de Vilnious (août-septembre 1915) en Lituanie russe qui arrête l'avance allemande au terme de la Grande Retraite de l'été 1915.

## Organisation

### 1914
Lors de sa création, la 5e armée compte 13 divisions et comprend les unités suivantes :

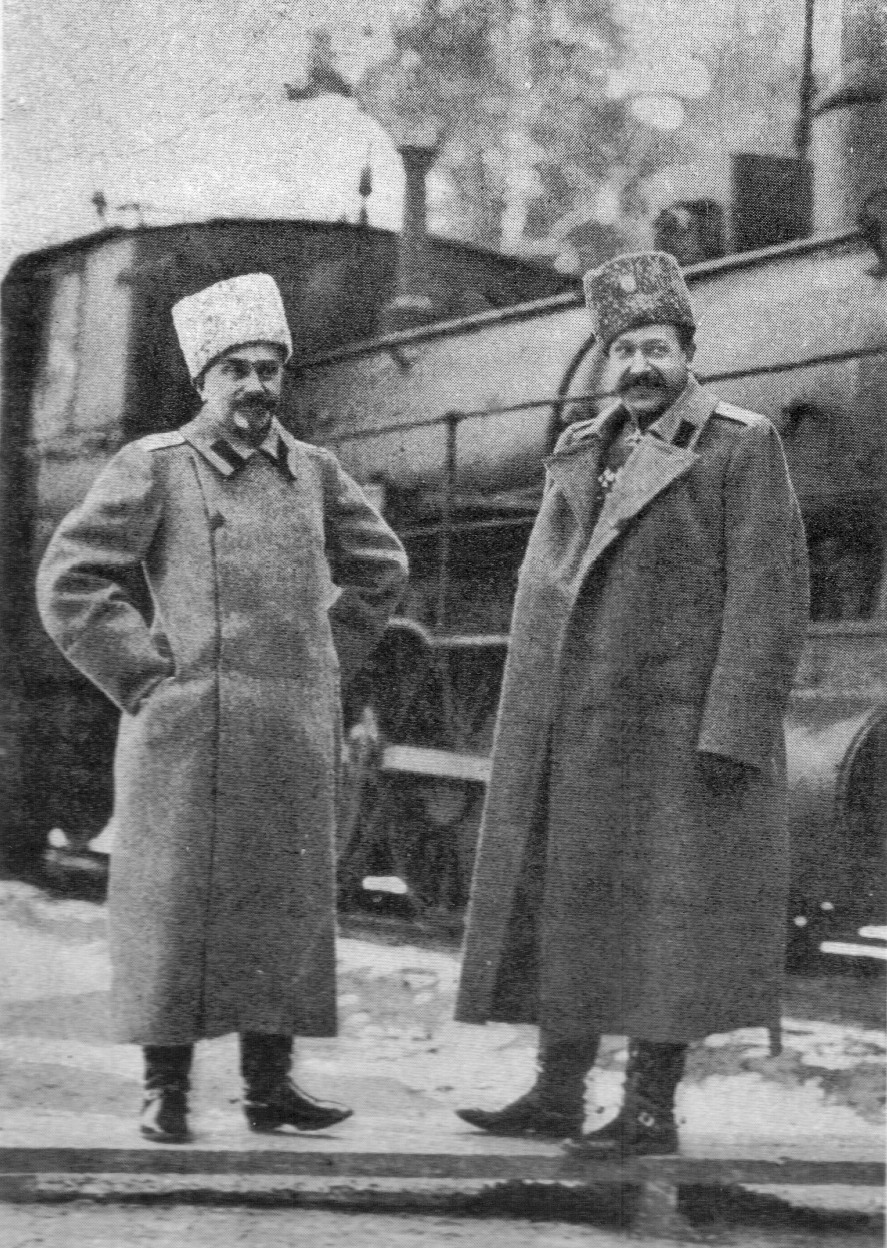
Les généraux Iouri Danilov, chef du XXVe corps, (à g.) et Nikolaï Ianouchkevitch en 1915.

- Ve corps d'armée
  - 7e et 10e divisions d'infanterie
- XVIIe corps
  - 3e et 35e divisions d'infanterie
  - 61e division de réserve
- XIXe corps
  - 17e et 38e divisions d'infanterie
  - 69e division de réserve

- XXVe corps
  - 3e division de grenadiers
  - 46e division d'infanterie
  - 70e division de réserve
  - 7e et 8e divisions de cavalerie

### 1917
- XIVe corps
- XVIIe corps
- XIXe corps
- XXVIIe corps
- XXXVIIe corps
- XLVe corps
- Ier corps caucasien

### Fronts
La 5e armée est rattachée successivement à plusieurs fronts (groupes d'armées dans l’usage russe) :
- Front du Sud-Ouest (juillet - septembre 1914)
- Front du Nord-Ouest (septembre 1914 - août 1915)
- Front du Nord (août 1915 - janvier 1918)

## Commandants
- Pavel Plehve (19 juillet 1914 - 14 janvier 1915)
- Alexeï Tchourine (ru) (14 janvier - 8 juin 1915)
- Pavel Plehve (8 juin - 6 décembre 1915)
- Vladislav Klembovski (6 décembre 1915 – 30 janvier 1916)
- Alexeï Kouropatkine (30 janvier - 6 février 1916)
- Vassili Gourko (21 février - 4 août 1916)
- Vladimir Slousarienko (par intérim, août 1916)
- Abraham Dragomirov (14 août 1916 - 27 avril 1917)
- Iouri Danilov (29 avril - 9 septembre 1917)
- Vassili Boldirev (en) (9 septembre - 13 novembre 1917)
- Panteleïmon Soukhanov (ru) (13 novembre 1917 - janvier 1918)
- Arthur Zalf (janvier 1918)

Commandants de la 5e armée impériale russe
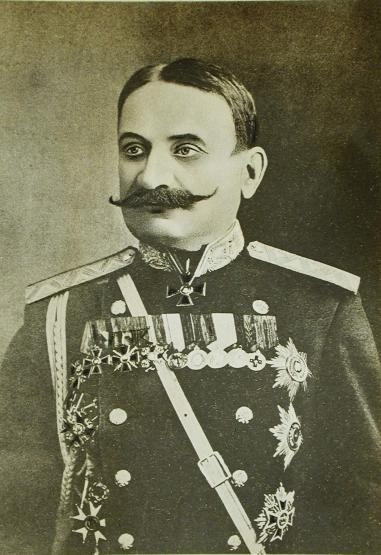
Pavel von Plehve
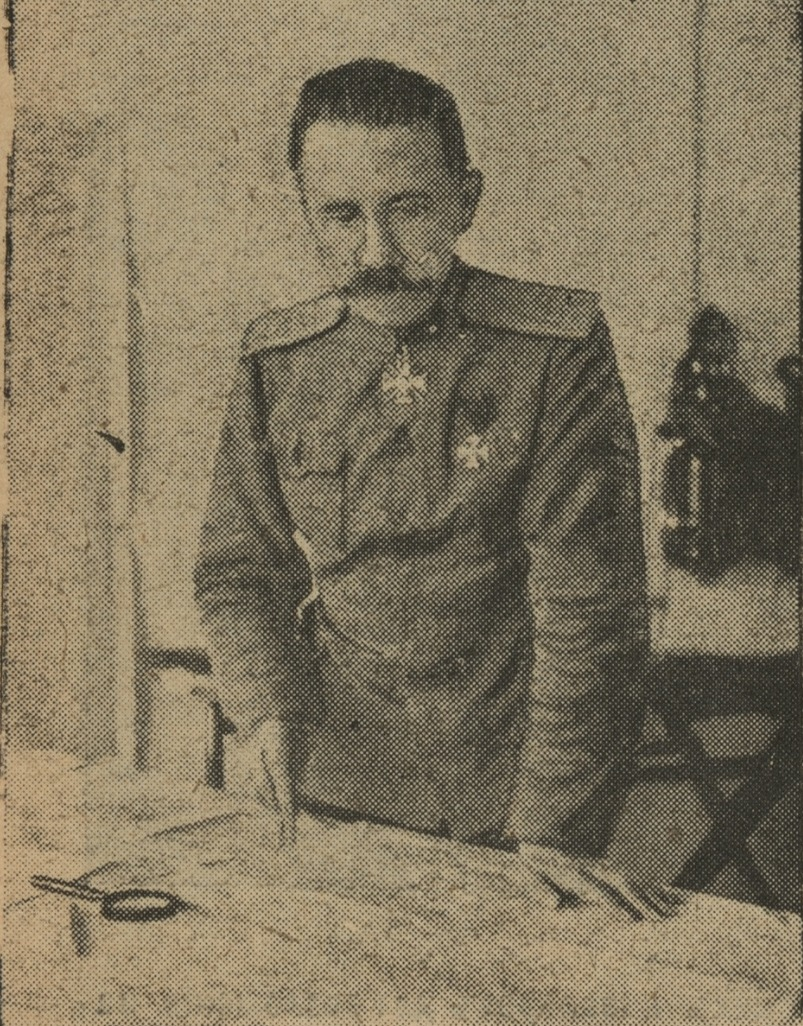
Vladislav Klembovski
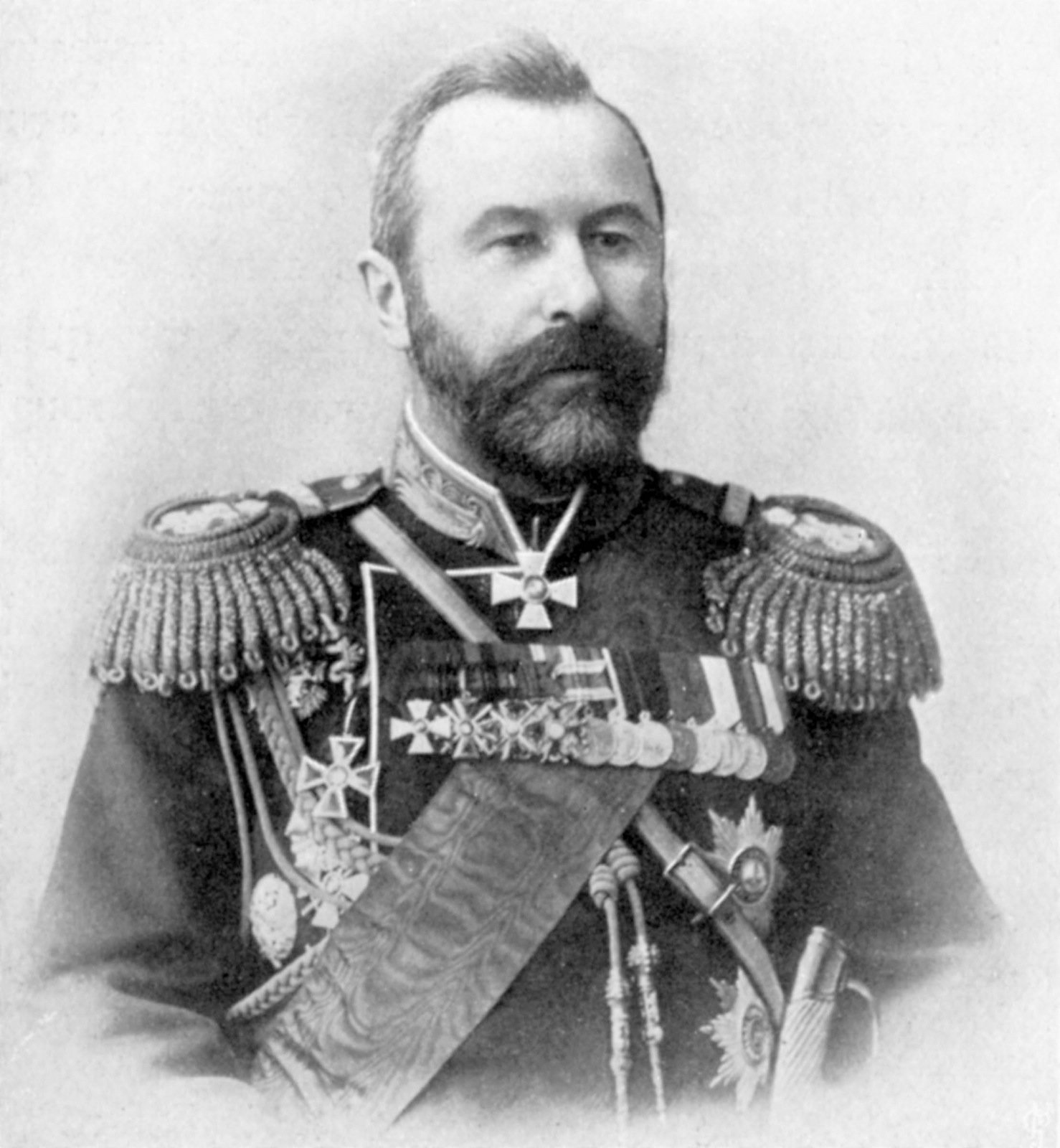
Alexeï Kouropatkine
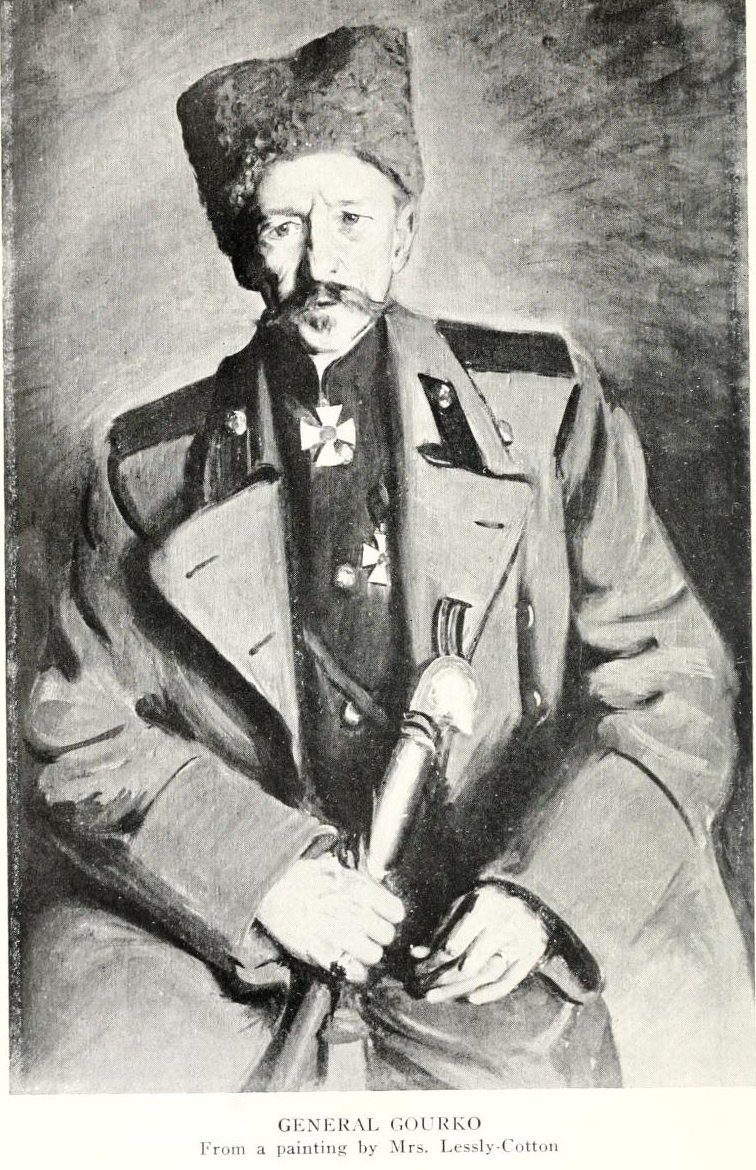
Vassili Gourko
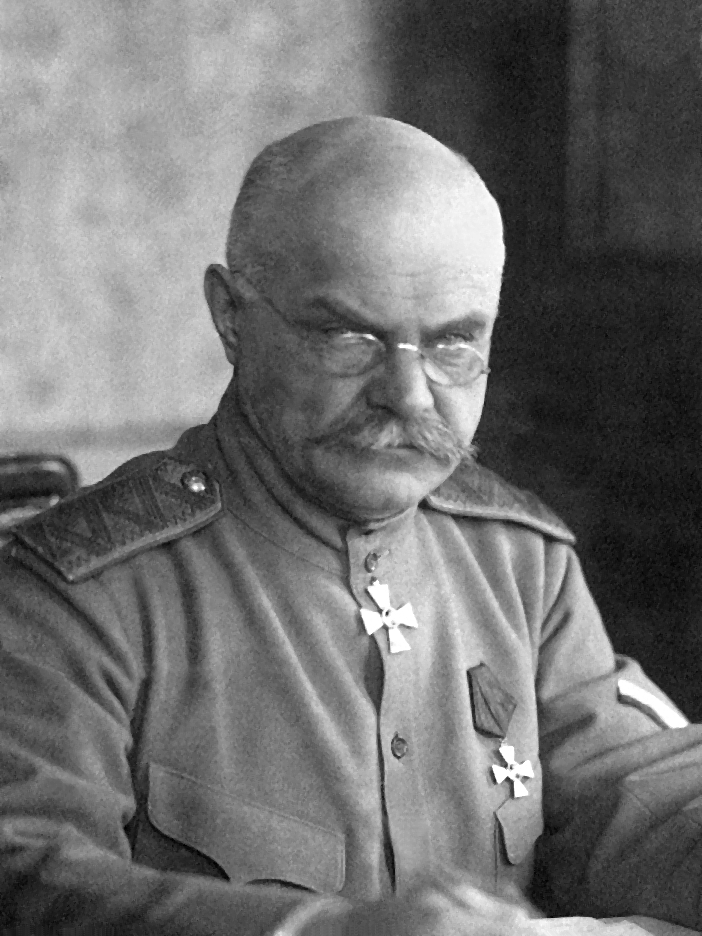
Abraham Dragomirov
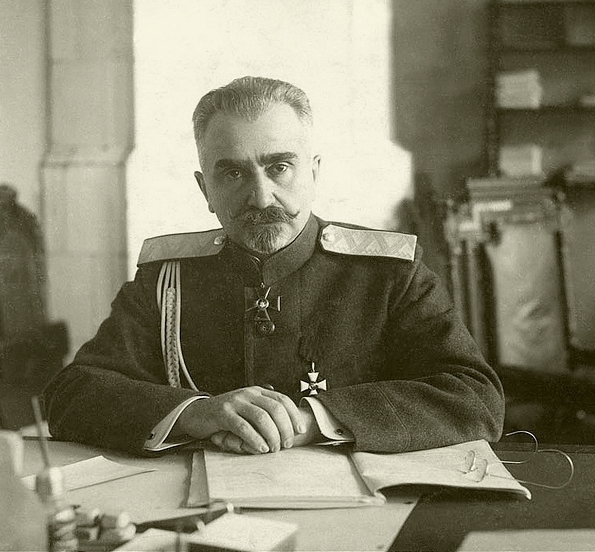
Iouri Danilov
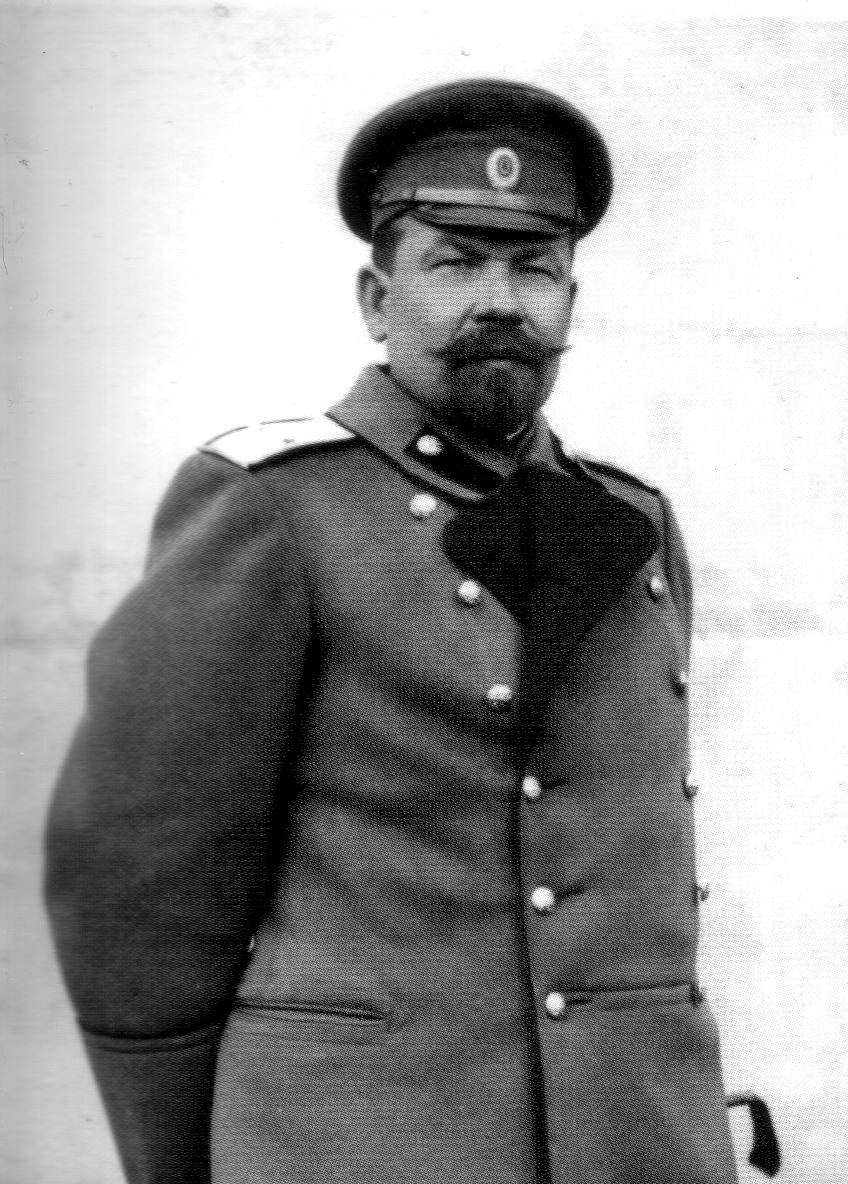
Vassili Boldirev (en)

## Sources et bibliographie
- (de) Cet article est partiellement ou en totalité issu de l’article de Wikipédia en allemand intitulé « 5. Armee (Russisches Kaiserreich) » (voir la liste des auteurs) dans sa version du 21 septembre 2016.

- (ru) Cet article est partiellement ou en totalité issu de l’article de Wikipédia en russe intitulé « 5-я армия (Российская империя) » (voir la liste des auteurs) dans sa version du 28 avril 2017.